# Euphorbia sintenisii
Euphorbia sintenisii är en törelväxtart som beskrevs av Pierre Edmond Boissier och Josef Franz Freyn. Euphorbia sintenisii ingår i släktet törlar, och familjen törelväxter. Inga underarter finns listade i Catalogue of Life.